# SHARK (드라마)
《SHARK》는 2014년 1월 11일부터 3월 29일까지 닛폰 TV 계열에서 매주 토요일 24:50 ~ 25:20(JST)에 방송된 일본의 텔레비전 드라마이다. 2014년 4월 19일부터 7월 12일까지 방송된 《SHARK~2nd Season~》에 대해서도 본 항목에서 상술한다.

## 제1작
칸사이 쟈니즈 Jr.인 히라노 쇼는 본작이 텔레비전 드라마 첫 출연, 첫 주연이다. 캐치프레이즈는, 〈이 세상에서 최대한 열심히 살아가는 모습을 누군가가 봐주었으면 좋겠다는 것뿐이야…〉.

### 캐스트

#### 록 밴드 〈SHARK〉
쿠라타 미즈키 - 히라노 쇼 (칸사이 쟈니즈 Jr.)
보컬 담당.
하기와라 카이 - 하마다 타카히로 (칸사이 쟈니즈 Jr.)
리드 기타 담당.
류자키 아유무 - 마츠무라 호쿠토 (쟈니즈 Jr.)
키보드 담당.
사토미 켄조 - 이와모토 히카루 (Snow Man)
드럼 담당.
아다치 텟페이 - 카미야마 토모히로 (칸사이 쟈니즈 Jr.)
사이드 기타 담당.
키타가와 카즈키 - 후지이 류세이 (칸사이 쟈니즈 Jr.)
전 보컬. 1년 전에 바이크 사고로 타계.

#### 원더 레코드
코마츠 이치카 - 야마시타 리오
사원.
오오카와 미쿠 - 마노 에리나
코마츠의 후배 사원. 구(旧)성:마츠무라.
요시무라 타카히로 - 오카다 코키
부장으로, 코마츠의 상사.
사에지마 리츠코 - 오오코우치 나나코
본부장.

#### 그 외
콘노 카에데 - 카와에이 리나 (AKB48)
미즈키의 소꿉친구로, 〈Roller Coast〉의 점원.
오노데라 - 우지키 츠요시
카이가 일하는 악기점의 사장.

#### 게스트

##### 제1화
시나다 히데오
《닛케이 엔터테인먼트!》의 편집 위원.
아사쿠라 미츠오 - 쿠라누키 마사히로
음악 소프트 판매점 점원.
마시마 히로토 - 츠다 칸지 (제2화)
〈호마레다프로〉 매니지먼트 제1사업부 사원.

##### 제3화
사쿠라이 에미 - 야마야 카스미 (제9화)
아유무가 마음에 품고 있는 사람.

##### 제5화
오카자키 하야토 - 키쿠타 다이스케 (제4화)

아카시 시노부 - 카키자와 하야토 (제6·8 ~ 9화)

##### 제7화
아이자와 슈지 - 마츠시타 타쿠야
뮤직 몬스터 프로듀서.

### 스태프
- 각본 - 쿠와무라 사야카
- 음악 - 마키도 타로
- 감독 - 쿠보타 타카시, 니시무라 료, 나카쿠키 츠요시, 이토 히로시, 고토 코타로
- 주제가 - SHARK 〈KEEP WALKING〉
- LIVE 곡 - SHARK 〈Reflexion〉 〈반·짝·임〉 〈KEEP WALKING〉 〈SMILE〉 〈ANSWER〉
- 촬영 - 야스다 히카루
- 제작 - 후쿠시 아츠시
- 프로듀스 - 우에노 히로유키, 사카시타 테츠야, 마에하타 사치코
- 기획 협력 - 쟈니즈 사무소
- 기획 제작 - 닛폰 TV
- 제작 프로덕션 - 닛테레 악스온
- 제작 협력 - 패브 커뮤니케이션즈
- 제작 저작 - 〈SHARK〉 제작 위원회(D.N.드림 파트너즈, vap)

### 방송 일자
| 방송회                                                     | 방송일          | 감독            | 시청률 |
| ---------------------------------------------------------- | --------------- | --------------- | ------ |
| #1                                                         | 2014년 1월 11일 | 쿠보타 타카시   | 2.1%   |
| #2                                                         | 1월 18일        | 쿠보타 타카시   | 2.3%   |
| #3                                                         | 1월 25일        | 고토 코타로     | 1.9%   |
| #4                                                         | 2월 1일         | 이토 히로시     | 2.2%   |
| #5                                                         | 2월 8일         | 니시무라 료     | 1.0%   |
| #6                                                         | 2월 15일        | 니시무라 료     | 3.3%   |
| #7                                                         | 2월 22일        | 쿠보타 타카시   | 2.3%   |
| #8                                                         | 3월 1일         | 쿠보타 타카시   | 1.9%   |
| #9                                                         | 3월 8일         | 나카쿠키 츠요시 | 3.0%   |
| #10                                                        | 3월 15일        | 나카쿠키 츠요시 | 2.7%   |
| #11                                                        | 3월 22일        | 고토 코타로     |        |
| #12                                                        | 3월 29일        | 쿠보타 타카시   |        |
| 평균 시청률 2.4% (시청률은 칸토 지구·비디오 리서치사 조사) |                 |                 |        |

## 제2작
《SHARK~2nd Season~》은 2014년 4월 19일부터 7월 12일까지 닛폰 TV 계열에서 매주 토요일 24:50 ~ 25:20(JST)에 방송된 일본의 텔레비전 드라마이다. 주연은 시게오카 다이키. 캐치프레이즈는, 〈손을 뻗어. 닿지 않는다 해도――.〉.

### 캐스트

#### 록 밴드 〈Cloud5〉
이리에 사쿠 - 시게오카 다이키 (쟈니즈WEST)
베이스 담당.
하기와라 카이 - 하마다 타카히로 (쟈니즈WEST)
기타 담당. 〈SHARK〉의 리더. 서브 멤버로서 〈Cloud5〉에 참가.
사토 아루토 - 아베 아란 (쟈니즈 Jr.)
보컬 담당.
오가와 하루야 - 하기야 케이고 (쟈니즈 Jr.)
드럼 담당.

#### 록 밴드 〈Behind the Scene〉
신도 코타 - 야스이 켄타로 (쟈니즈 Jr.)
기타 담당.
키타가와 아사히 - 이와하시 겡키 (쟈니즈 Jr.)
보컬 담당.
히가시 레오 - 진구지 유타 (쟈니즈 Jr.)
기타 담당.
콘노 미나미 - 마츠쿠라 카이토 (쟈니즈 Jr.)
키보드 담당.
안자이 요헤이 - 네기시 아오미 (쟈니즈 Jr.)
드럼 담당.

#### 록 밴드 〈SHARK〉
아다치 텟페이 - 카미야마 토모히로 (쟈니즈WEST)
사이드 기타 담당.
키타가와 카즈키 - 후지이 류세이 (쟈니즈WEST)
전 보컬. 1년 전에 바이크 사고로 타계.
쿠라타 미즈키 - 히라노 쇼 (칸사이 쟈니즈 Jr.)
보컬 담당.
류자키 아유무 - 마츠무라 호쿠토 (쟈니즈 Jr.)
키보드 담당.
사토미 켄조 - 이와모토 히카루 (Snow Man)
드럼 담당.

#### 원더 레코드
코마츠 이치카 - 야마시타 리오
사원. 새롭게 록 밴드 〈Cloud5〉의 담당이 된다.
요시무라 타카히로 - 오카다 코키
부장. 이치카의 상사.

#### 그 외
요네자와 마코토 - 카에데 (E-girls)
사쿠, 코타의 룸 메이트. 프로 댄서 지망.
마츠유키 - 토요하라 코스케
음악 프로듀서.
사만다 - IVAN
마츠유키의 부하.
오노데라 - 우지키 츠요시
카이가 일하는 악기점의 사장.
아카시 시노부 - 카키자와 하야토 (최종화)

### 스태프
- 각본 - 쿠와무라 사야카, 하야부네 카에코
- 감독 - 니시무라 료, 혼다 류이치, 나카쿠키 츠요시, 고토 코타로
- 주제가 - 쟈니즈WEST 〈그 앞에…〉 (쟈니즈 엔터테인먼트)
- 제작 - 후쿠시 아츠시
- 프로듀스 - 우에노 히로유키, 사카시타 테츠야, 마에하타 사치코
- 기획 제작 - 닛폰 TV
- 기획 협력 - 쟈니즈 사무소
- 제작 프로덕션 - 닛테레 악스온
- 제작 협력 - 이미지 필드
- 제작 저작 - 〈SHARK~2nd Season~〉 제작 위원회(D.N.드림 파트너즈, vap)

### 방송 일자
| 방송회                                                     | 방송일          | 각본            | 감독                        |
| ---------------------------------------------------------- | --------------- | --------------- | --------------------------- |
| #1                                                         | 2014년 4월 19일 | 쿠와무라 사야카 | 니시무라 료                 |
| #2                                                         | 4월 26일        | 쿠와무라 사야카 | 니시무라 료                 |
| #3                                                         | 5월 3일         | 하야부네 카에코 | 혼다 류이치                 |
| #4                                                         | 5월 10일        | 하야부네 카에코 | 고토 코타로                 |
| #5                                                         | 5월 17일        | 쿠와무라 사야카 | 고토 코타로                 |
| #6                                                         | 5월 31일        | 하야부네 카에코 | 혼다 류이치                 |
| #7                                                         | 6월 7일         | 쿠와무라 사야카 | 니시무라 료                 |
| #8                                                         | 6월 14일        | 하야부네 카에코 | 혼다 류이치                 |
| #9                                                         | 6월 28일        | 하야부네 카에코 | 나카쿠키 츠요시 고토 코타로 |
| #10                                                        | 7월 5일         | 하야부네 카에코 | 나카쿠키 츠요시 고토 코타로 |
| #11·12                                                     | 7월 12일        | 쿠와무라 사야카 | 니시무라 료                 |
| 평균 시청률 2.6% (시청률은 칸토 지방·비디오 리서치사 조사) |                 |                 |                             |

- 5월 24일은 《테고시의 사커 어스》 방송 때문에 휴지.
- 6월 21일은 《2014 FIFA 월드컵 〈아르헨티나×이란〉》 방송 때문에 휴지.
- 7월 12일의 최종회는 제11화와 제12화를 25:00 ~ 26:00의 1시간 확대해 일거 방송.